# Спортска арена Ласло Пап
Спортска арена Ласло Пап (мађ. Papp László Budapest Sportaréna), позната и као Спортска арена у Будимпешти или локално само Арена, је вишенаменска затворена арена у Будимпешти. Други је највећи спортски комплекс у земљи после МВМ доум, који је такође у главном граду, а назван је по мађарском боксеру Ласлу Папу. Може да прими до 12.500 људи у својој највећој концертној конфигурацији, до 11.390 за бокс-мечеве и 9.479 за утакмицу хокеја на леду.